# Шпак чорношиїй
Шпак чорношиїй (Gracupica nigricollis) — вид горобцеподібних птахів родини шпакових (Sturnidae).

## Поширення
Поширений у Південно-Східній Азії. Трапляється в південному Китаї від провінції Фуцзянь до Юньнань і на південь до М'янми, Лаосу, Камбоджі, В'єтнаму і Таїланду. Він був завезений на Тайвань, до Малайзії та Сінгапуру. Цей шпак живе на луках, у сухих лісах, культивованих територіях і людських поселеннях, здебільшого на низьких висотах, але також на висоті до 2000 м.

## Опис
Птах завдовжки 26–30 см. Голова біла, з жовтою плямою голої шкіри навколо ока і чорним коміром на шиї. Плечі, спина і крила темно-коричневі, здаються майже чорними. Низ білий, часто з сіро-бурим відтінком. Хвіст і більшість криючих і махових пір'їн мають білі кінчики, причому основні криючі пір'я повністю білі. Дзьоб чорний, а ноги блідо-сірі.